# Pteromalíneos
Os pteromalíneos (Pteromalinae) são a maior subfamília dos Pteromalidae compreendendo sobretudo espécies parasitoides de outros insetos.

## Morfologia
A subfamília é uma das maiores e heterogêneas dentro dos Pteromalidae e atualmente não está definida uma chave de identificação unívoca válida para todos os gêneros.
Pode ser confundida com a subfamília Miscogasterinae.
No gênero há no tórax, notauli incompletos, pernas posteriores providas de esporas na extremidade distal da tíbia, abdome subséssil. Ao contrário, Miscogasterinae possuem notauli completos, pernas anteriores providas de dois dentes, abdome com a parte anterior em forma de um estreito pedúnculo.

## Biologia
A bilogia é heterogênea, em geral esta subfamília compreende espécies parasitoides ecto ou endoparasitas, solitários ou agregados, associados à estádios pré-imago de várias famílias de insetos holometábolos. Entretanto, frequentemente encontram-se espécies oófagas e, raramente, espécies parasitoides de adultos.
O hiperparasitismo é frequente e se desenvolve em gêneros parasitas de outros Hymenoptera (Ichneumonidae, Braconidiae, Platigasteridiae, Eupelmidae) ou de Diptera Tachinidae.

## Biodiversidade
O elenco completo dos gêneros desta subfamília citados no Universal Chalcidoidea Database segue-se:
| - Ablaxia - Abomalus - Acaenacis - Acroclisella - Acroclisis - Acroclisissa - Acroclisoides - Acroclypa - Acrocormus - Afropsilocera - Aggelma - Agiommatus - Aiemea - Allocricellius - Alticornis - Amandia - Amblyharma - Amblypachus - Amphidocius - Andersena - Angulifrons - Anisopteromalus - Anogmoides - Anogmus - Anorbanus - Apelioma - Apsilocera - Apycnetron - Arachnopteromalus - Arriva - Arthrolytus - Atrichomalus - Babina - Bairamlia - Boharticus - Bonitoa - Brachycaudonia - Briania - Bubekia - Bubekiana - Bulolosa - Bupronotum - Caenacis - Caenocrepis - Cairnsia - Callicarolynia - Calliprymna - Callitula - Canberrana - Capellia - Catolaccus - Cecidolampa - Cecidostiba - Cheiropachus - Chlorocytus - Chrysoglyphe - Coelopisthia - Conigastrus - Conomorium - Coruna - Cryptoprymna - Cyclogastrella - Cyrtogaster - Cyrtoptyx - Dasyneurophaga - Delisleia - Dibrachoides - Dibrachys - Diconocara - Diglochis - Dimachus - Dinarmoides - Dinarmus - Dineuticida - Dinotiscus - Dinotoides - Diourbelia - Dirhicnus - Dorcatomophaga |  | - Duartea - Dudichilla - Elachertoidea - Elderia - Endomychobius - Epanogmus - Epicatolaccus - Epipteromalus - Erdoesia - Erdoesina - Erythromalus - Eulonchetron - Eumacepolus - Euneura - Eurydinota - Eurydinoteloides - Eurydinotomorpha - Eutelisca - Euteloida - Fanamokala - Fedelia - Ficicola - Fijita - Frena - Gastracanthus - Gbelcia - Genangula - Globimesosoma - Goidanichium - Golovissima - Grissellium - Guancheria - Gugolzia - Guolina - Gyrinophagus - Habritella - Habritys - Habromalina - Halomalus - Halticopterella - Halticopteroides - Hansonita - Helocasis - Hemitrichus - Heteroprymna - Heteroschema - Hillerita - Hlavka - Hobbya - Holcaeus - Homoporus - Huberina - Hypopteromalus - Inkaka - Ischyroptyx - Isocyrtella - Isocyrtus - Isoplatoides - Jaliscoa - Janssoniella - Kaleva - Kazina - Klabonosa - Kratinka - Kratka - Kukua - Kumarella - Lampoterma - Lariophagus - Laticlypa - Leleupia - Lenka - Leodamus - Leptomeraporus - Licteria - Lomonosoffiella - Lonchetron - Longinucha - Lyrcus |  | - Lysirina - Makaronesa - Maorita - Marangua - Mazinawa - Megadicylus - Merallus - Meraporus - Merismoclea - Merismomorpha - Merisus - Mesopolobus - Metacolus - Metastenus - Meximalus - Micradelus - Mimencyrtus - Mirekia - Miristhma - Miscogasteriella - Mokrzeckia - Monazosa - Monoksa - Muscidifurax - Nadelaia - Narendrella - Nasonia - Nazgulia - Neanica - Nedinotus - Neocatolaccus - Neocylus - Neopolycystus - Neotoxeumorpha - Nephelomalus - Nikolskayana - Norbanus - Notoglyptus - Notoprymna - Novitzkyanus - Nuchata - Oaxa - Obalana - Ogloblinisca - Oniticellobia - Oomara - Oricoruna - Ottaria - Ottawita - Oxyharma - Oxysychus - Pachycrepoideus - Pachyneuron - Pandelus - Parabruchobius - Paracarotomus - Paracroclisis - Paradinarmus - Paraiemea - Paroxyharma - Pegopus - Peridesmia - Perilampidea - Perniphora - Pestra - Pezilepsis - Phaenocytus - Platecrizotes - Platneptis - Platygerrhus - Platypteromalus - Ploskana - Plutothrix - Polstonia - Procallitula - Promerisus - Propicroscytus - Propodeia - Pseudanogmus |  | - Pseudetroxys - Pseudocatolaccus - Psilocera - Psilonotus - Psychophagoides - Psychophagus - Pterapicus - Pterisemoppa - Pteromalus - Pterosemigastra - Pterosemopsis - Ptinocida - Pycnetron - Quercanus - Rakosina - Raspela - Rhaphitelus - Rhopalicus - Rohatina - Roptrocerus - Sceptrothelys - Schizonotus - Sedma - Selimnus - Semiotellus - Sigynia - Sisyridivora - Sorosina - Spaniopus - Sphegigaster - Sphegigastrella - Sphegipterosema - Sphegipterosemella - Spilomalus - Spintherus - Spodophagus - Staurothyreus - Stenetra - Stenomalina - Stenoselma - Stichocrepis - Stinoplus - Strejcekia - Synedrus - Syntomopus - Systellogaster - Szelenyinus - Tanina - Termolampa - Thureonella - Tomicobia - Toxeuma - Toxeumella - Toxeumelloides - Toxeumorpha - Trichargyrus - Trichokaleva - Trichomalopsis - Trichomalus - Tricolas - Trigonoderus - Trigonogastrella - Trinotiscus - Tripteromalus - Tritneptis - Trjapitzinia - Trychnosoma - Tsela - Uniclypea - Urolepis - Usubaia - Veltrusia - Vespita - Vrestovia - Xiphydriophagus - Yanchepia - Yosemitea - Zdenekiana |